# Розенгартовка
Розенга́ртовка — посёлок в Бикинском районе Хабаровского края в составе Лермонтовского сельского поселения.
Расположено около границы с Китаем, на Уссурийской низменности.
Стоит на правом берегу реки Бира (приток Уссури).
Посёлок Розенгартовка — спутник села Лермонтовка.

## Население
| 2002 | 2010 | 2011 | 2012 | 2021 |
| ---- | ---- | ---- | ---- | ---- |
| 274  | ↘203 | ↘202 | ↘196 | ↘161 |

## Транспорт
В посёлке расположена одноимённая станция железной дороги — Розенгартовка.